# Bateria
Bateria. Zeitschrift für künstlerischen Ausdruck war eine deutsche Literaturzeitschrift.
Die Zeitschrift ging aus Studentenkreisen der Erlanger Universität hervor. Sie versuchte von Anfang an dem künstlerischen Ausdruck sowohl im Bereich der Literatur als auch der bildenden Kunst eine Plattform zu geben, und, nach den Worten des ersten Herausgebers Wolfgang Feige, „ein Ausdruck der Unzufriedenheit mit den Gegebenheiten einer selbstversunkenen universitären Literaturwissenschaftlichkeit … und ebenso ein Versuch, die Musealisierung der bildenden Kunst … abzubauen.“
Beiträge stammten unter anderen von:
- Gerhard Falkner
- Ludwig Fels
- Christoph Meckel
- Roland Opfermann
- Wolf Peter Schnetz
- Peter Paul Zahl